# Русенберг, Маркус
Нильс Ма́ркус Ру́сенберг (швед. Nils Markus Rosenberg; родился 27 сентября 1982 года, Мальмё) — шведский футболист, нападающий. Выступал в сборной Швеции.

## Клубная карьера
Первым клубом Русенберга в 2001 году стал одноимённый клуб из родного Мальмё. Однако молодой форвард не имел твёрдого места в составе первые 3 сезона (принял участие в 5, 3 и 11 играх соответственно), и в сезоне 2004 года был отдан в аренду в «Хальмстад». В новом клубе он стал лучшим бомбардиром лиги, забив 14 голов в 26 матчах.

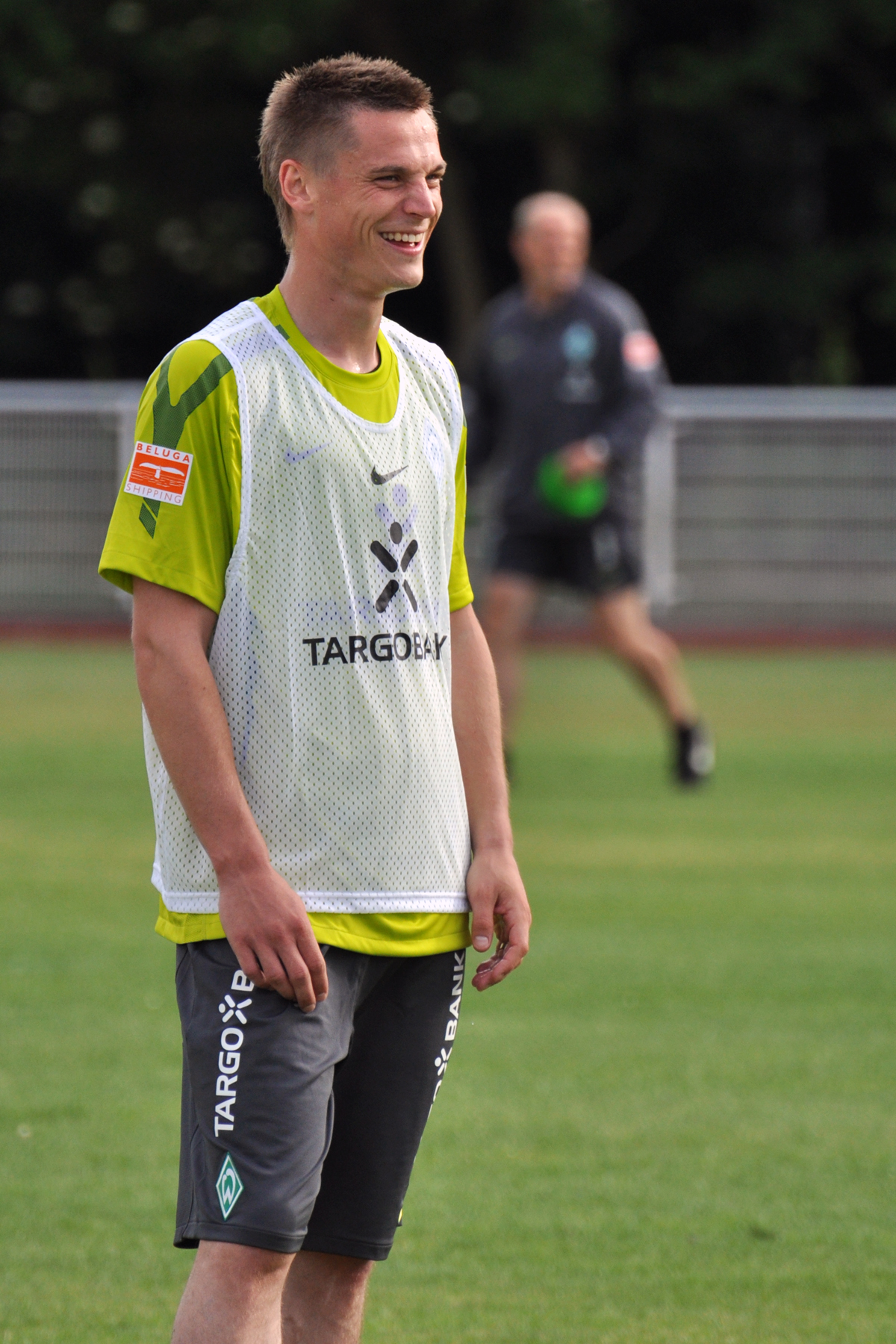
Русенберг в составе «Вердера»

После возвращения из аренды в «Мальмё» Маркус Русенберг провёл в этом клубе первую половину сезона, а летом 2005 года получил приглашение в знаменитый амстердамский «Аякс», чьё предложение нападающий принял после совета Златана Ибрагимовича, совершившего переход по тому же маршруту в 2001 году.
Дебют в «Аяксе» вышел удачным, Русенберг играл центрального нападающего в традиционной голландской схеме 4-3-3, имея регулярное место в основе команды. В дебютном матче в Лиге чемпионов (3 квалификационный раунд против «Брондбю») забил первый гол своей команды. Однако до конца календарного года в чемпионате Нидерландов ему удалось забить 5 голов, и, когда перед Новым годом в клуб был приглашен Клас Ян Хунтелар, демонстрировавший в том году великолепную результативность за «Херенвен» (16 голов в 17 играх), Русенберг был вынужден перейти на позицию левого вингера. В том сезоне «Аякс» занял 5 место и пробился через систему плей-офф в Лигу чемпионов, а также выиграл Кубок Нидерландов.
26 января 2007 года подписал соглашение с бременским «Вердером». Отличился в дебютном матче против «Баварии», который завершился ничьей 1:1.
В начале августа 2012 года перешёл в «Вест Бромвич Альбион» на правах свободного агента, подписав с клубом трёхлетний контракт. В 2014 году на правах свободного агента перешел в «Мальмё».

## Достижения

### Командные
«Аякс»
- Обладатель Кубка Нидерландов: 2005/06

«Вердер»
- Серебряный призёр чемпионата Германии: 2007/08
- Обладатель Кубка Германии: 2008/09
- Финалист Кубка УЕФА: 2008/09

### Личные
- Лучший бомбардир чемпионата Швеции: 2004

## Карьера в сборной
В дебютном матче против Южной Кореи забил единственный гол. Несмотря на то, что ни разу не сыграл за сборную в отборочном турнире, попал в заявку в финальном этапе, правда, не появился ни в одном матче.
В отборочном турнире чемпионата Европы 2008 провёл 5 матчей, забил 2 гола и попал в заявку сборной в финальной стадии, где провёл 2 матча и голов не забил.
| № матча | Дата             | Турнир  | Матч             | Матч | Матч             | Статистика            |
| ------- | ---------------- | ------- | ---------------- | ---- | ---------------- | --------------------- |
| 1       | 22 января 2005   | ТМ      | Швеция           | 1:0  | Республика Корея | Вышел на 72',         |
| 2       | 26 января 2005   | ТМ      | Мексика          | 0:0  | Швеция           | Заменён 77'           |
| 3       | 9 февраля 2005   | ТМ      | Франция          | 1:1  | Швеция           | 90 минут              |
| 4       | 8 июня 2005      | ТМ      | Швеция           | 2:3  | Норвегия         | Заменён на 66'        |
| 5       | 17 августа 2005  | ТМ      | Швеция           | 2:1  | Чехия            | Заменён на 67', (2:1) |
| 6       | 12 ноября 2005   | ТМ      | Республика Корея | 2:2  | Швеция           | Вышел на 43', (2:2)   |
| 7       | 1 марта 2006     | ТМ      | Ирландия         | 3:0  | Швеция           | Вышел на 38'          |
| 8       | 25 мая 2006      | ТМ      | Швеция           | 0:0  | Финляндия        | Заменён на 69'        |
| 9       | 16 августа 2006  | ТМ      | Германия         | 3:0  | Швеция           | Вышел на 67'          |
| 10      | 6 сентября 2006  | ОЧЕ     | Швеция           | 3:1  | Лихтенштейн      | Вышел на 82', (3:1)   |
| 11      | 11 октября 2006  | ОЧЕ     | Исландия         | 1:2  | Швеция           | Вышел на 79'          |
| 12      | 15 ноября 2006   | ТМ      | Кот-д’Ивуар      | 1:0  | Швеция           | 90 минут              |
| 13      | 7 февраля 2007   | ТМ      | Египет           | 2:0  | Швеция           | Вышел на 75'          |
| 14      | 2 июня 2007      | ОЧЕ     | Дания            | 3:3* | Швеция           | Вышел на 74'          |
| 15      | 6 июня 2007      | ОЧЕ     | Швеция           | 5:0  | Исландия         | 90 минут, (4:0)       |
| 16      | 22 августа 2007  | ТМ      | Швеция           | 1:0  | США              | Вышел на 66'          |
| 17      | 12 сентября 2007 | ТМ      | Черногория       | 1:2  | Швеция           | 90 минут, , (1:1)     |
| 18      | 13 октября 2007  | ОЧЕ     | Лихтенштейн      | 0:3  | Швеция           | Вышел на 60'          |
| 19      | 17 ноября 2007   | ОЧЕ     | Испания          | 3:0  | Швеция           | Заменён на 60'        |
| 20      | 6 февраля 2008   | ТМ      | Турция           | 0:0  | Швеция           | Заменён на 46'        |
| 21      | 25 марта 2008    | ТМ      | Бразилия         | 1:0  | Швеция           | 90 минут              |
| 22      | 10 июня 2008     | ЧЕ-2008 | Греция           | 0:2  | Швеция           | Вышел на 78'          |
| 23      | 14 июня 2008     | ЧЕ-2008 | Швеция           | 1:2  | Испания          | Вышел на 46'          |
| 24      | 20 августа 2008  | ТМ      | Швеция           | 2:3  | Франция          | 90 минут              |
| 25      | 10 сентября 2008 | ОЧМ     | Швеция           | 2:1  | Венгрия          | Вышел на 81'          |

* Матч прерван на 89-й минуте, Дании засчитано техническое поражение.